# Дейотар I
Дейотар (греч. Δηιόταρος, ум. 41 или 40 до н. э.) — царь Галатии, правивший в середине I века до н. э..
Сначала Дейотар был лишь тетрархом толистобогиев — одного из трёх племён Галатии. Он укрепил свою армию, а ставку основал в крепости Блусий. Вскоре он заключил союз с Римской республикой и породнился с представителями влиятельного малоазийского рода Атталидов. С началом войн Рима с царём Понта Митридатом VI, Дейотар предоставлял значительные услуги римлянам. В 75 году до н. э. Дейотар нанес поражение понтийским войскам при Евмахии (Фригия). В дальнейшем Дейотар помогал римской армии в борьбе с Понтийским царством. Именно в это время он подружился с Гнеем Помпеем Великим. Последний в 65 году до н. э. за оказанные Дейотаром услуги передал ему царство Малая Армения, восточный Понт с городом Фарнакия, земли у Трапезунда. Вместе с этим Дейотар получил от Помпея ещё и значительную часть Галатии. С этого времени он стал верховным тетрархом этой малоазийской области.
В дальнейшем Дейотар был опорой римлян в Малой Азии. С началом гражданской войны между Цезарем и Помпеем Дейотар поначалу поддерживал последнего в качестве благодарности за предоставление обширных земель. Однако после поражения Гнея Помпея при Фарсале в 48 году до н. э. и его бегства в Египет, Дейотар начал искать пути для примирения с Цезарем. В это же время со значительным войском в Малой Азии высадился Фарнак II, сын Митридата VI. Фарнак отнял у Дейотара Понт и Малую Армению, разбив последнего в 47 году до н. э. при Никополе. Впрочем, в этом же году сюда прибыл Цезарь. Дейотар при содействии своего родственника и друга Цезаря Митридата Пергамского смог получить помилование за поддержку Помпея. После этого войска Дейотара были присоединены к армии цезарианцев, которые разбили Фарнака II при Зеле. В результате сражения Дейотар вернул себе свои утраченные владения.
В 45 году до н. э. после смерти Митридата Пергамского Дейотар стал претендовать на имущество и земли покойного. Но он так ничего и не получил. Напротив, римский сенат лишил Дейотара владений в Галатии и Понте по жалобе некоторых тетрархов Галатии. Но Дейотару при помощи своего друга Марка Туллия Цицерона удалось оправдаться. Уже после гибели Цезаря Марк Антоний вернул Дейотару его прежние владения. Тем не менее, Дейотар решил поддержать мятежников Брута и Кассия, предоставляя поддержку продовольствием и людьми.
Но после поражения при Филиппах в 42 году до н. э. Дейотар сумел реабилитироваться и стал другом Марка Антония. Благодаря Дейотару вся Малая Азия стала поддерживать Марка Антония и Клеопатру из рода Птолемеев.
Умер Дейотар в 40 году до н. э. в Блусии. XXII Дейотаров легион ведёт своё происхождение к Дейотару. Первоначально он был частью галатийской армии, численностью равной примерно трём легионам. Потерпев поражение, он считался только одним легионом и функционировал в качестве неофициального легиона при Цезаре вплоть до смерти Дейотара, после чего был включён в состав римской армии.